# حكومة فلاديمير لينين
تحت قيادة الشيوعي الروسي فلاديمير لينين، استولى الحزب البلشفي على السلطة في الجمهورية الروسية خلال انقلاب عرف باسم الثورة البلشفية. بعد الإطاحة بالحكومة المؤقتة الموجودة مسبقًا، أنشأ البلاشفة إدارة جديدة، وهي أول مجلس لمفوضي الشعب، مع تعيين لينين رئيسًا للحكم. من خلال المراسيم، أدخل سوفناركوم بقيادة لينين إصلاحات واسعة النطاق لمصادرة الأراضي لإعادة توزيعها بين الدول غير الروسية التي تسمح بإعلان نفسها مستقلة وتحسين حقوق العمل وزيادة الوصول إلى التعليم.
استمر حزب لينين في انتخابات نوفمبر عام 1917 المقررة سابقًا، لكن عندما تم إحداث جمعية تأسيسية بقيادة الحزب الثوري الاشتراكي المنافس، انتقدها البلاشفة ووصفوها بأنها مناهضة للثورة وأغلقوها. حظرت الحكومة البلشفية عددًا من الأحزاب الوسطية واليمينية وقيدت أنشطة الجماعات الاشتراكية المتنافسة، لكنها دخلت في ائتلاف حكومي مع الحزب اليساري الاشتراكي الثوري. ورث لينين دولة في خضم الحرب العالمية الأولى إذ كانت تقاتل القوات الروسية المنهكة من الحرب القوى المركزية لألمانيا والنمسا والمجر على الجبهة الشرقية. اعتبر لينين الصراع المستمر تهديدًا لحكومته وسعى إلى سحب روسيا من الحرب من خلال مرسومه بشأن السلام لإقامة هدنة، وبعد ذلك جرت مفاوضات أسفرت عن معاهدة برست ليتوفسك. هذه المعاهدة العقابية - التي لا تحظى بشعبية كبيرة داخل روسيا - أسست لوقف الأعمال العدائية، لكنها قد منحت تنازلات إقليمية كبيرة لألمانيا التي سيطرت على مناطق واسعة من الإمبراطورية السابقة.

## توحيد السلطة 1917 - 1918

### موسكو ومحاولات الاغتيال
قلقًا من أن يشكل الجيش الألماني تهديدًا مستمرًا في مارس عام 1918، انتقل سوفناركوم على مضض من بتروغراد إلى موسكو، والتي اعتقدوا في ذلك الوقت أنها ستكون إجراءً مؤقتًا فقط. في 10 مارس، سافر أعضاء الحكومة إلى موسكو بالقطار الليلي واستقر معظمهم في فندق ناشيونال في المدينة على طريق أوخوتني على بعد 300 ياردة من كرملين موسكو؛ هناك، تقاسم لينين شقة صغيرة من غرفتين مع زوجته وشقيقته ماريا. بعد فترة وجيزة، انتقل لينين وتروتسكي وغيرهم من القادة البلشفيين إلى سلاح الفرسان في قصر الكرملين العظيم، وهو إجراء مؤقت إلى أن تم تجهيز مبنى مجلس الشيوخ في الكرملين لهم للانتقال إليه. هناك، عاش لينين مرة ثانية مع شقيقته وزوجته في شقة في الطابق الأول كانت مجاورة للغرفة التي عقدت فيها اجتماعات مجلس سوفناركوم. من هناك، تبنى قطة أليفة وانشغل بها هو وزوجته طوال الوقت؛ كان معروفًا أنه يحمل القطة إلى اجتماعات مجلس سوفناركوم. على الرغم من إعجاب لينين بهندسة الكرملين، إلا أنه كان دائمًا ما يكره موسكو، تلك المدينة الروسية التقليدية التي تختلف عن النمط الأوروبي لبتروغراد. ومع ذلك، نادرًا ما غادر وسط موسكو لبقية حياته، والاستثناءات الوحيدة هي رحلات العودة إلى بتروغراد في عامي 1919 و 1920 وفترات تعافيه.
في أغسطس عام 1918، بعد خطاب ألقاه أمام العمال في بورصة موسكو للذرة، أصيب لينين بجروح بالغة. اخترقت رصاصتان جسده وتم نقله إلى الكرملين حيث عاينه الأطباء. تم القبض على فانيا كابلان، مؤيدة في الحزب الاشتراكي الثوري وبعد اعترافها بإطلاق النار - وادعائها بأن لينين كان يمثل تهديدًا للاشتراكية - تم إعدامها. تلقى الهجوم تغطية كبيرة في الصحافة الروسية مع الكثير من التمنيات الطيبة تجاه لينين نفسه. عززت محاولة الاغتيال شعبية لينين وولدت الكثير من التعاطف معه. كفترة راحة، في سبتمبر عام 1918، تم نقل لينين إلى العقار الفاخر بالقرب من غوركي لينينسكييي الذي استحوذت عليه الحكومة مؤخرًا.
في يناير عام 1919، غادر لينين موسكو لحضور حفلة للأطفال تمت دعوته إليها في سوكولنيكي. بينما كان يقود سيارته عبر الضواحي، أوقف رجال مسلحون سيارة لينين وأمروا ركابها بالخروج؛ ثم انطلق اللصوص بالسيارة. أصر لينين على أن الحادث كان عملية سطو، مشيرًا إلى أنه لو كانت ذات دوافع سياسية لكان المهاجمون قد قتلوه. ردًا على الحادث، وضعت موسكو تحت الأحكام العرفية الفعلية وتم اعتقال عدة مئات من المجرمين المشتبه بهم. في أبريل عام 1919، تحت قيادة كبير البلشفيين جوزيف ستالين، زادت ترتيبات الأمن الشخصية للينين.